# Gaizka Larrazabal
Gaizka Larrazabal Goikoetxea (Bilbao, 17 dicembre 1997) è un calciatore spagnolo, centrocampista del Casa Pia.

## Caratteristiche tecniche
È un esterno destro.

## Carriera
Nato a Bilbao, nei Paesi Baschi, figlio dell'ex giocatore Aitor Larrazabal, Larrazabal ha iniziato la sua carriera con il Lauro Ikastola, squadra affiliata alla sua scuola nella città di Loiu. Nel 2015 si trasferisce al Danok Bat, affiliato all'Athletic Bilbao.
Il 3 giugno 2016, dopo aver terminato la sua formazione nelle giovanili, Larrazabal ha firmato per il Zamudio, neo-promossa in Segunda División B. Ha fatto il suo debutto da professionista il 27 agosto 2016, giocando l'intero secondo tempo nella sconfitta in casa 1-3 contro il Bilbao Athletic. Ha terminato la stagione con tre gol in 29 presenze, nonostante la retrocessione.
Il 5 aprile 2017, Larrazabal ha firmato un contratto di due anni con l'Athletic Bilbao. Ha trascorso due stagioni con la squadra B, giocando regolarmente e segnando nove gol nella stagione 2018-19 .
Il 14 maggio 2019, Larrazabal ha prolungato per due anni con i Leones, venendo promosso definitivamente in prima squadra. Esordisce in prima squadra il 24 agosto, alla seconda di campionato, sostituendo Óscar de Marcos.

## Statistiche
Statistiche aggiornate al 18 agosto 2019.

### Presenze e reti nei club
| Stagione               | Squadra                | Campionato             | Campionato | Campionato | Coppe nazionali | Coppe nazionali | Coppe nazionali | Coppe continentali | Coppe continentali | Coppe continentali | Altre coppe | Altre coppe | Altre coppe | Totale | Totale | Totale |
| Stagione               | Squadra                | Comp                   | Pres       | Reti       | Comp            | Pres            | Reti            | Comp               | Pres               | Reti               | Comp        | Pres        | Reti        | Pres   | Reti   |        |
| ---------------------- | ---------------------- | ---------------------- | ---------- | ---------- | --------------- | --------------- | --------------- | ------------------ | ------------------ | ------------------ | ----------- | ----------- | ----------- | ------ | ------ | ------ |
| 2016-2017              | Zamudio                | SDB                    | 29         | 3          | CR              | 1               | 0               |                    | -                  | -                  |             | -           | -           | 30     | 3      |        |
| 2017-2018              | Bilbao Athletic        | SDB                    | 32         | 2          |                 | -               | -               |                    | -                  | -                  |             | -           | -           | 32     | 2      |        |
| 2018-2019              | Bilbao Athletic        | SDB                    | 32         | 9          |                 | -               | -               |                    | -                  | -                  |             | -           | -           | 32     | 9      |        |
| Totale Bilbao Athletic | Totale Bilbao Athletic | Totale Bilbao Athletic | 64         | 11         |                 | -               | -               |                    | -                  | -                  |             | -           | -           | 64     | 11     |        |
| 2019-2020              | Athletic Bilbao        | PD                     | 4          | 0          | CR              | 0               | 0               |                    | -                  | -                  |             | -           | -           | 4      | 0      |        |
| Totale carriera        | Totale carriera        | Totale carriera        | 97         | 14         |                 | 1               | 0               |                    | -                  | -                  |             | -           | -           | 98     | 14     |        |